# Produktbegleitende Dienstleistung
Unter produktbegleitenden Dienstleistungen (auch produktbezogenen Dienstleistungen) versteht man Dienstleistungen, die im Zusammenhang mit Sachgütern erbracht werden. Es besteht kein finaler Konsens darüber, welche Merkmale,  neben der konstitutiven Immaterialität und Integrativität, eine produktbegleitende Dienstleistung auszeichnen. Meist wird davon ausgegangen, dass diese von Unternehmen der Investitionsgüterindustrie angeboten werden und Sachgüter ergänzen.
Alle Bedingungen dieser Dienste und Serviceleistungen müssen in den AGB vermerkt sein.

## Begriffsabgrenzung
Eine exakte Begriffsbestimmung produktbegleitender Dienstleistungen fällt schon daher schwer, da der Begriff Dienstleistung seinerseits keinesfalls einheitlich verwendet wird. Mindestens folgende Bezeichnungen werden teils mit nur geringen Abweichungen für die produktbegleitende Dienstleistung verwendet: additive, kernproduktbegleitende, produktbezogene, produktnahe, funktionelle oder industrielle Dienstleistung.
Mehr Einigkeit herrscht über die folgenden Kriterien:
- Erbringung erfolgt für externe Abnehmer (im Gegensatz zu internen Dienstleistungen)
- Abnehmer sind Unternehmen (investive im Gegensatz zu konsumtiven Dienstleistungen)
- Leistungen weisen einen inhaltlichen Zusammenhang mit der Sachleistung auf
- Unternehmung erbringt sowohl die Sachleistung als auch die produktbegleitende Dienstleistung (im Gegensatz zu dedizierten Dienstleistungsunternehmen)

Verwandte Begriffe sind hybrides Produkt oder Leistungsbündel (vgl. Hybride Leistungsbündel). Abgegrenzt werden die produktbezogenen Dienstleistungen von den personenbezogenen Dienstleistungen. Letztere richten sich auf Mitarbeiter des Kunden (z. B. Schulungen), erzeugen also unmittelbar personengerichtete Nutzenstiftung.
Der Fachverband Automation des ZVEI unterscheidet etwa noch folgende Arten:
- Produktbezogene Basis-Dienstleistungen (z. B. Basisdokumentation und Katalogauskünfte)
- Produktbezogene Standard-Dienstleistungen (z. B. Inbetriebnahme oder Erweiterung der Gewährleistung)
- Produktbezogene, kundenangepasste Dienstleistungen (z. B. Ferndiagnose, Beratung und Begutachtung)

## Beispiele und Bedeutung
Im verarbeitenden Gewerbe boten 38 % aller Unternehmen ihren Kunden im Jahr 2002 produktbegleitende Dienstleistungen an. Mit diesen wurde ein Umsatz in Höhe von 52,6 Mrd. Euro erzielt. Überhaupt haben Dienstleistungen einen hohen Stellenwert, 72 % der Arbeitnehmer in Deutschland waren 2008 im Dienstleistungssektor beschäftigt.
Maschinenbauunternehmen etwa bieten ihren Kunden nicht nur Maschinen an, sondern traditionell auch Unterstützung bei der Montage und Inbetriebnahme sowie Wartungs- und Reparaturarbeiten.
Zusätzliche Garantieleistungen wie auch die Einrichtung eines Kundendienstes, der Ansprechpartner für Rück- und Anfragen ist, können ebenfalls dazu gezählt werden.